# قیساریه
قیساریه یا سزاریه یا قیصریه (به عبری: קֵיסָרְיָה؛ به انگلیسی: Caesarea)، شهرکی است در اسرائیل در میان شهرهای حیفا و تل‌آویو، در کرانه‌ی دریای مدیترانه، و در نزدیکی شهر خدرا. این شهرک، در کنترل انجمن بخش کرانه‌ی کرمل می‌باشد.

## تاریخ
ناصر خسرو در سال ۴۳۸ هجری در سفرنامه‌ی خود می‌نویسد:
و از آن جا به شهری رسیدیم و آن را قیساریه خوانند و از عکه تا آن جا هفت فرسنگ بود. شهری نیکو با آب روان و نخلستان و درختان نارنج و باروی حصین و دری آهنین و چشمه‌های آب روان. در شهر مسجد آدینه‌ای نیکو٬ چنان که چون در ساحتِ مسجد نشسته باشند تماشا و تفرج دریا کنند. و خُمی رخامین آن جا بود که همچو سفال چینی آن را تنُک کرده بودند چنان که صد من آب در آن گنجد،